# 愛染橋
「愛染橋」（あいぜんばし）は、1979年12月にリリースされた山口百恵の28枚目のシングルである。発売元はCBSソニー。

## 概要
本作の作詞を担当したのは、山口百恵のシングル曲としては1977年の「赤い絆 (レッド・センセーション)」以来2年ぶりとなる松本隆。結婚をテーマとしており、歌詞の中に京言葉が挿入され、”結婚” という橋を渡る女性の不安と期待が表現されている。作曲には、当時アリスのメンバーとしても活動中だった堀内孝雄が初めて起用された。演奏には琴が使用されている。
この作品のヒットで全てのシングルの総売上枚数がついに1,000万枚を突破した。これはピンク・レディー（1979年）、森進一（1979年）に続いて史上3人目の快挙であった。
1994年に中森明菜がカバーし、カバー・アルバム『歌姫』に収録された（2004年のトリビュート・アルバム『山口百恵トリビュート Thank You For…』にも収録）。さらに、作曲者の堀内も後にセルフカバーしている。
なお、愛染橋はかつて大阪市浪速区に実在した橋で、映画で有名となった『愛染かつら』のある勝鬘院・愛染堂の前の愛染坂を下ったところの高津入堀川に架かっていた。現在川は埋め立てられて阪神高速1号環状線になっている。また、愛染橋の前にあった愛染橋病院は、約300m西に移転した現在も院名に名残りを留めている。

## 収録曲
| 全作詞: 松本隆、全作曲: 堀内孝雄、全編曲: 萩田光雄。 |                      |        |            |      |
| #                                                    | タイトル             | 作詞   | 作曲・編曲 | 時間 |
| 1.                                                   | 「愛染橋」           | 松本隆 | 堀内孝雄   | 3:47 |
| 2.                                                   | 「イノセント(純粋)」 | 松本隆 | 堀内孝雄   | 3:37 |
| 合計時間:                                            | 合計時間:            | 7:24   |            |      |

## 品番
- 1979年12月21日 - EP: 06SH 682（シングル）
- 1989年3月21日 - 8cmCD: 10EH 3186（「Platinum Single SERIES」 片面: しなやかに歌って -80年代に向って-）
- 2006年1月18日 - 8cmCD（オリジナル・カラオケ、「MOMOE LIVE PREMIUM」）

## 関連作品
愛染橋
- 春告鳥
- 33 SINGLES MOMOE
- 百恵復活
- 惜春通り
- 百恵クライマックス
- 百惠辞典
- 山口百惠ベスト・コレクションII 〜いい日旅立ち〜
- ベスト・セレクション Vol.2
- GOLDEN J-POP/THE BEST 山口百惠
- GOLDEN☆BEST 山口百恵 PLAYBACK MOMOE part2
- MOMOE PREMIUM
- 山口百恵ベスト・コレクション VOL.2
- Complete MOMOE PREMIUM
- コンプリート百恵伝説
- GOLDEN☆BEST 山口百恵 コンプリート・シングルコレクション

イノセント(純粋)
- 春告鳥
- 百惠辞典
- MOMOE PREMIUM
- Complete MOMOE PREMIUM
- コンプリート百恵伝説

## カバー
- 堀内孝雄 - 1990年発売のシングル『今日も最高やねェ!-浪花に夢の風が吹く-』B面に、自身のセルフカバーとして収録。なお録音は2年前の1988年であり、同年発売のベスト盤にも収録されている。
- 中森明菜 - 1994年発売のカバー・アルバム『歌姫』の2曲目に収録。
- 藤あや子 - 2003年発売のシングル『曼珠沙華』カップリングに収録。2008年発売のアルバム『エンカのチカラ -SONG IS LOVE 80's&90's-』7曲目に収録。

## 参考資料
- 川瀬泰雄『プレイバック 制作ディレクター回想記』学研マーケティング、2011年2月。ISBN 978-4054047259。